# Boris Rehlinger
Pour les articles homonymes, voir Rehlinger.
Boris Rehlinger, né le 10 juin 1968 à Reims (Marne), est un acteur français.

## Biographie

### Jeunesse et études
De son vrai nom Boris Trouillard, il suit des études de droit puis prend des cours de théâtre pendant deux ans chez Périmony avant d'intégrer l'école du Studio d'Asnières et jouer avec sa troupe pendant deux ans.
Spécialisé dans le doublage, il est la voix française régulière de Colin Farrell, Jason Statham, Gerard Butler, Ben Affleck, Paul Adelstein, Joaquin Phoenix et Benicio del Toro, ainsi qu'une des voix récurrentes de Scott Adkins, Matthew Lillard, Mark Valley, Jason Clarke et Luke Evans.
Il est également la voix du Chat potté ainsi que du commandant Shepard dans la franchise Mass Effect, Chris Redfield, depuis 2012, dans la saga Resident Evil et Nomad dans Tom Clancy's Ghost Recon. Depuis 2014, il remplace Érik Colin comme voix française de Patrick Étoile de mer dans Bob l'éponge.

### Vie privée
Il est marié à la comédienne Géraldine Asselin. Leur fils, Kylian Trouillard (né en 2004), est aussi comédien de doublage.

## Filmographie

### Cinéma

#### Longs métrages
- 1999 : Prison à domicile de Christophe Jacrot : le flic maison
- 2007 : Fragile(s) de Martin Valente : Dédé
- 2012 : Un jour mon père viendra de Martin Valente : le chauffeur de taxi
- 2012 : Bienvenue parmi nous de Jean Becker : le beau-père
- 2013 : La Cité rose de Julien Abraham : Jean-Michel

#### Courts métrages
- 2010 : Infection de Vincent Dobbel, Jérôme Ponzevera et Mathieu Maurel
- 2011 : Je vous prie de sortir de Valérie Théodore : Rémy
- 2013 : La Belle et la Bête de Jordan Inconstant : Chien Espagnol
- 2023 : Perturbations de Jérôme Genevray

### Télévision

#### Téléfilms
- 2006 : Aller simple de Jean-Marc Brondolo : le serveur
- 2008 : Les Enfants d'Orion de Philippe Venault : l'amant de Lou
- 2011 : Amoureuse de Nicolas Herdt : Luc
- 2013 : Le Goût du partage de Sandrine et Catherine Cohen : Richard

#### Séries télévisées
- 1998 : Sous le soleil, épisodes Le point de non retour et Le tournant de Philippe Roussel : Pascal, le prof de psychologie
- 1998 : Une femme d'honneur, épisode Double détente de Marion Sarraut : Caffier
- 1999 : Anne Le Guen, épisode Un poids lourd sur la conscience d'Alain Wermus : le skinhead
- 2001 : Julie Lescaut, épisode Le secret de Julie d'Alain Wermus : Paulo Ridlowski
- 2001 : Rastignac ou les Ambitieux d'Alain Tasma : le fils Martin (mini-série)
- 2005 : Engrenages, épisode 1.6 de Pascal Chaumeil : l'agent de laboratoire d'analyses médicales
- 2006 : L'État de Grace, épisode Apprivoiser de Pascal Chaumeil : Frédéric Castelneau (mini-série)
- 2007 : Paris, enquêtes criminelles, épisode Addiction de Bertrand Van Effenterre : Bertrand Lasalle
- 2008 : Scalp de Xavier Durringer : Klein (8 épisodes)
- 2009 : Femmes de loi, épisode Soirées privées de Klaus Biedermann : Jacques
- 2011 : Braquo, épisodes Les damnés et Tous pour un de Philippe Haïm : Balmer
- 2012 : Tango, épisode Le Coup du lapin de Nicolas Herdt : Dr Lorent
- 2013 : Deux flics sur les docks, épisodes Coups sur coups d'Edwin Baily : Yan
- 2022-2025 : Confessions d'Histoire, épisode Alexandre le Grand d'Ugo Bimar : Kleitos le Noir

## Doublage
Note : Les dates inscrites en italique correspondent aux sorties initiales des films dont Boris Rehlinger a assuré le redoublage ou le doublage tardif.

### Cinéma

#### Films
- Colin Farrell dans (41 films) :
  - Tigerland (2000) : Bozz
  - Mission Évasion (2002) : lieutenant Thomas W. Hart
  - Minority Report (2002) : Danny Witwer
  - Phone Game (2003) : Stu Shepard
  - Veronica Guerin (2003) : Spanky McSpank
  - SWAT : Unité d'élite (2003) : James « Jim » Street
  - La Recrue (2003) : James Clayton
  - Daredevil (2003) : le Tireur
  - La Maison au bout du monde (2004) : Bobby Morrow
  - Le Nouveau Monde (2005) : capitaine John Smith
  - Demande à la poussière (2006) : Arturo Bandini
  - Miami Vice : Deux flics à Miami (2006) : James « Sonny » Crockett
  - Le Rêve de Cassandre (2007) : Terry
  - Le Prix de la loyauté (2008) : Jimmy Egan
  - L'Imaginarium du docteur Parnassus (2009) : 3e version de Tony
  - Eyes of War (2010) : Mark Walsh
  - Les Chemins de la liberté (2010) : Valka, le urki
  - London Boulevard (2010) : Mitchell
  - Comment tuer son boss ? (2011) : Bobby Pellitt
  - Fright Night (2011) : Jerry Dandridge
  - Total Recall : Mémoires programmées (2012) : Douglas « Doug » Quaid / Carl Hauser
  - Sept psychopathes (2012) : Marty
  - Dead Man Down (2013) : Victor
  - Dans l'ombre de Mary (2013) : Travers Goff
  - Un amour d'hiver (2014) : Peter Lake
  - Prémonitions (2015) : Charles Ambrose
  - The Lobster (2015) : David
  - Les Animaux fantastiques (2016) : Percival Graves
  - Les Proies (2017) : John McBurney
  - Mise à mort du cerf sacré (2017) : Steven Murphy
  - L'Affaire Roman J. (2017) : George Pierce
  - Les Veuves (2018) : Jack Mulligan
  - Dumbo (2019) : Holt Farrier
  - The Gentlemen (2020) : Coach
  - Artemis Fowl (2020) : Artemis Fowl Senior
  - Ava (2020) : Simon
  - Voyagers (2021) : Richard
  - After Yang (2021) : Jake
  - The Batman (2022) : Oswald Cobblepot / Le Pingouin
  - Treize Vies (2022) : John Valenton
  - Les Banshees d'Inisherin (2022) : Pádraic Súilleabháin

- Jason Statham dans (37 films) :
  - Snatch (2000) : Turkish
  - Le Transporteur (2002) : Frank Martin
  - Chaos (2005) : Quentin Conners
  - Le Transporteur 2 (2005) : Frank Martin
  - King Rising (2006) : Farmer
  - Hyper Tension (2006) : Chev Chelios
  - Rogue : L'Ultime Affrontement (2007) : John Crawford
  - Le Transporteur 3 (2008) : Frank Martin
  - Braquage à l'anglaise (2008) : Terry
  - Course à la mort (2008) : Jensen Aimes
  - Hyper Tension 2 (2009) : Chev Chelios
  - Expendables : Unité spéciale (2010) : Lee Christmas[4]
  - Le Flingueur (2011) : Arthur Bishop
  - Blitz (2011) : le sergent Tom Bryant
  - Killer Elite (2011) : Danny Bryce
  - Expendables 2 : Unité spéciale (2012) : Lee Christmas
  - Safe (2012) : Luke Wright
  - Parker (2013) : Parker
  - Fast and Furious 6 (2013) : Deckard Shaw
  - Crazy Joe (2013) : Joey Jones
  - 13 (2013) : Jasper Bagges
  - Homefront (2014) : Phil Broker
  - Expendables 3 (2014) : Lee Christmas
  - Joker (2015) : Nicholas « Nick » Escalante
  - Fast and Furious 7 (2015) : Deckard Shaw
  - Spy (2015) : Rick Ford
  - Mechanic: Resurrection (2016) : Arthur Bishop
  - Fast and Furious 8 (2017) : Deckard Shaw
  - En eaux troubles (2018) : Jonas Taylor
  - Fast and Furious: Hobbs and Shaw (2019) : Deckard Shaw
  - Un homme en colère (2021) : Patrick « H » Hill
  - Fast and Furious 9 (2021) : Deckard Shaw (scène post-générique)
  - Fast and Furious 10 (2023) : Deckard Shaw
  - En eaux (très) troubles (2023) : Jonas Taylor
  - Expendables 4 (2023) : Lee Christmas
  - The Beekeeper (2024) : Adam Clay
  - A Working Man (2025) : Levon Cade

- Ben Affleck dans (26 films) :
  - Dogma (1999) : Bartleby
  - Un amour infini (2000) : Buddy Amaral
  - Piège fatal (2000) : Rudy Duncan
  - Jay et Bob contre-attaquent (2001) : Holden McNeil / lui-même
  - Amours troubles (2003) : Larry Gigli
  - Famille à louer (2004) : Drew Latham
  - Père et Fille (2004) : Oliver « Ollie » Trinke
  - The Town (2010) : Doug MacRay
  - The Company Men (2010) : Bobby Walker
  - Argo (2012) : Antonio « Tony » Mendez
  - Batman v Superman : L'Aube de la justice (2016) : Bruce Wayne / Batman
  - Suicide Squad (2016) : Bruce Wayne / Batman
  - Mr. Wolff (2016) : Christian « Chris » Wolff
  - Live by Night (2017) : Joe Coughlin
  - Justice League (2017) : Bruce Wayne / Batman
  - Triple frontière (2019) : Tom « Redfly » Davis
  - Jay et Bob contre-attaquent… encore (2019) : Holden McNeil
  - Sa dernière volonté (2020) : Treat Morrison
  - The Way Back (2020) : Jack Cunningham
  - Zack Snyder's Justice League (2021) : Bruce Wayne / Batman
  - Le Bar de la Tendresse (2021) : Charlie Moehringer
  - Clerks 3 (2022) : Boston John
  - Air (2023) : Philip Knight
  - Hypnotic (2023) : Danny Rourke
  - The Flash (2023) : Bruce Wayne / Batman
  - Mr. Wolff 2 (2025) : Christian « Chris » Wolff

- Gerard Butler dans (20 films) :
  - Dracula 2001 (2000) : Dracula
  - L'Île de Nim (2008) : Jack Rusoe
  - RocknRolla (2008) : One-Two
  - L'Abominable Vérité (2009) : Mike Chadway
  - Le Chasseur de primes (2010) : Milo Boyd
  - Machine Gun (2011) : Sam Childers
  - Ennemis jurés (2012) : Tullus Aufidius
  - My Movie Project (2013) : Leprechaun 1 et 2
  - La Chute de la Maison-Blanche (2013) : Michael « Mike » Banning
  - La Chute de Londres (2016) : Michael « Mike » Banning
  - Gods of Egypt (2016) : Seth
  - Geostorm (2017) : Jake Lawson
  - Last Call (2017) : Dane Jensen
  - Criminal Squad (2018) : Nicholas « Nick Flanagan » O'Brien
  - Hunter Killer (2018) : le capitaine Joe Glass
  - La Chute du Président (2019) : Michael « Mike » Banning
  - Greenland (2020) : John Garrity
  - Mayday (2023) : le commandant Brodie Torrance
  - Kandahar (2023) : Tom Harris
  - Dragons (2025) : Stoïck la Brute
  - Criminal Squad 2 (2025) : Nicholas « Nick Flanagan » O'Brien

- Joaquin Phoenix dans (15 films) :
  - The Yards (2000) : Willie Gutierez
  - Piège de feu (2004) : Jack Morrison
  - La nuit nous appartient (2007) : Robert « Bobby Green » Grusinsky
  - Reservation Road (2007) : Ethan Learner
  - Two Lovers (2008) : Leonard Kraditor
  - Inherent Vice (2014) : Larry « Doc » Sportello
  - L'Homme irrationnel (2015) : Abe
  - A Beautiful Day (2017) : Joe
  - Don't Worry, He Won't Get Far on Foot (2018) : John Callahan
  - Les Frères Sisters (2018) : Charlie Sisters
  - Joker (2019) : Arthur Fleck / Joker
  - Nos âmes d'enfants (2021) : Johnny
  - Beau Is Afraid (2023) : Beau Wassermann
  - Napoléon (2023) : Napoléon Bonaparte
  - Joker : Folie à Deux (2024) : Arthur Fleck / Joker

- Benicio del Toro dans (13 films) :
  - Traffic (2000) : Javier Rodriguez
  - Sin City (2005) : Jackie Boy
  - Wolfman (2009) : Lawrence Talbot
  - Savages (2012) : Lado
  - Thor : Le Monde des ténèbres (2013) : Taneleer Tivan / le Collectionneur
  - Les Gardiens de la Galaxie (2014) : Taneleer Tivan / le Collectionneur
  - Un jour comme un autre (2016) : Mambru
  - Star Wars, épisode VIII : Les Derniers Jedi (2017) : DJ
  - Avengers: Infinity War (2018) : Taneleer Tivan / le Collectionneur
  - No Sudden Move (2021) : Ronald Russo
  - The French Dispatch (2021) : Moses Rosenthaler
  - Reptile (2023) : l'inspecteur Tom Nichols
  - The Phoenician Scheme (2025) : Zsa-Zsa Korda

- Jason Clarke dans (7 films) :
  - La Planète des singes : L'Affrontement (2014) : Malcolm
  - Enfant 44 (2015) : Anatoly Brodsky
  - Terminator Genisys (2015) : John Connor
  - Mudbound (2017) : Henry McAllan
  - Serenity (2018) : Zarakias
  - Simetierre (2019) : Louis Creed
  - Silk Road (2021) : Rick Bowden

- Luke Evans dans (7 films) :
  - High-Rise (2016) : Richard Wilder
  - Message from the King (2016) : Wentworth
  - Murder Mystery (2019) : Charles Cavendish
  - Angel of Mine (2019) : Mike
  - Midway (2019) : le lieutenant-commandant Clarence Wade McClusky
  - Notre fils (en) (2023) : Nicky
  - Week-end à Taipei (2024) : l'agent John Lawlor

- Cole Hauser dans (5 films) :
  - Pitch Black (2000) : le gardien de Riddick
  - Les Larmes du soleil (2003) : James « Red » Atkins
  - Paparazzi : Objectif chasse à l'homme (2004) : Bo Laramie
  - La Crypte (2005) : Jack McAllister
  - Jarhead 2 (2014) : « Fox »

- Kevin Dillon dans (5 films) :
  - Poséidon (2006) : Lucky Larry
  - Entourage (2015) : Johnny « Drama » Chase
  - Dirt (2018) : Rick Radden
  - On the Line (2022) : Justin
  - Hot Seat (2022) : Orlando Friar

- Marton Csokas dans (5 films) :
  - L'Affaire Rachel Singer (2010) : Stefan Gold jeune
  - Abraham Lincoln, chasseur de vampires (2012) : Jack Barts
  - The Secret Man: Mark Felt (2017) : Patrick Gray, le directeur du FBI
  - House of Spoils (en) (2024) : Marcello
  - Sleeping Dogs (2024) : Dr Joseph Wieder

- Guy Pearce dans (5 films) :
  - Brimstone (2017) : le prêcheur
  - Disturbing the Peace (2019) : Jim Dillon
  - Sans aucun remords (2021) : le ministre Clay
  - The Seventh Day (en) (2021) : le Père Peter
  - The Infernal Machine (en) (2022) : Bruce Cogburn

- Kris Marshall dans (4 films) :
  - À l'aube du sixième jour (2000) : Cadillac
  - Love Actually (2003) : Colin Frissell
  - Joyeuses Funérailles (2007) : Troy
  - Un mariage de rêve (2008) : Furber

- Matthew Lillard dans (4 films) :
  - Scooby-Doo (2002) : Sammy Rogers
  - Scooby-Doo 2 : Les monstres se déchaînent (2004) : Sammy Rogers
  - Il est trop bien (2021) : le principal Bosch
  - Life of Chuck (2025) : Gus Wilfong

- Aaron Stanford dans (4 films) :
  - X-Men 2 (2002) : John Allerdyce / Pyro
  - X-Men : L'Affrontement final (2005) : John Allerdyce / Pyro
  - La colline a des yeux (2006) : Doug Bukowski
  - Deadpool et Wolverine (2024) : John Allerdyce / Pyro

- Thomas Jane dans (4 films) :
  - The Punisher (2004) : Frank Castle / The Punisher
  - The Mist (2007) : David Drayton
  - USS Indianapolis : Men of Courage (2016) : Adrian Marks
  - The Last Son (2021) : le shérif Solomon

- Scott Adkins dans (4 films) :
  - Un seul deviendra invincible : Dernier Round (2007) : Yuri Boyka
  - Un seul deviendra invincible : Rédemption (2010) : Yuri Boyka
  - Boyka : Un seul deviendra invincible (2017) : Yuri Boyka
  - Le Collecteur de dettes 2 (es) (2020) : French

- Chaske Spencer dans (4 films) :
  - Twilight, chapitre II : Tentation (2009) : Sam Uley
  - Twilight, chapitre III : Hésitation (2010) : Sam Uley
  - Twilight, chapitre IV : Révélation, 1re partie (2011) : Sam Uley
  - Twilight, chapitre V : Révélation, 2e partie (2012) : Sam Uley

- Joel Edgerton dans (4 films) :
  - The Thing (2011) : Carter Braxton
  - Life (2015) : John G. Morris
  - Master Gardener (2022) : Narvel Roth
  - Ils étaient un seul homme (2023) : Al Ulbrickson Sr. (en)

- Pilou Asbæk dans (4 films) :
  - Cours ma jolie, cours (2020[n 1]) : Ethan
  - Uncharted (2022) : Gage (scène post-générique)
  - Le Samaritain (2022) : Cyrus
  - Project X-traction (2023) : Owen Paddock

- Christian Kane dans :
  - 7 jours et une vie (2002) : Isaac Mendez
  - Pour le meilleur et pour le rire (2003) : Peter Prentiss
  - New York Taxi (2003) : l'agent Mullins

- Christian Bale dans :
  - Bad Times (2005) : Jim Davis
  - Terminator Renaissance (2009) : John Connor
  - The Big Short : Le Casse du siècle (2015) : Michael Burry

- Wagner Moura dans :
  - Troupe d'élite (2007) : le capitaine Roberto Nascimento
  - Troupe d'élite 2 (2010) : le lieutenant-colonel Roberto Nascimento
  - Elysium (2013) : Spider

- Matt Gerald dans :
  - Avatar (2009) : le caporal Lyle Wainfleet
  - Bright (2017) : Hicks
  - Avatar : La Voie de l'eau (2022) : le caporal Lyle Wainfleet

- Mark Strong dans :
  - Or noir (2011) : le sultan Amar
  - Stockholm (2018) : Gunnar Sorensson
  - Murder Mystery 2 (2023) : Miller

- Zak Orth dans :
  - Roméo + Juliette (1996) : Gregory
  - Vicky Cristina Barcelona (2008) : Adam

- Bobby Cannavale dans :
  - Bone Collector (1999) : Steve
  - The Irishman (2019) : Felix « Skinny Razor » DiTullio

- Matt LeBlanc dans :
  - Charlie et ses drôles de dames (2000) : Jason Gibbons
  - Charlie's Angels 2 : Les anges se déchaînent ! (2003) : Jason Gibbons

- Josh Brolin dans :
  - Hollow Man (2000) : Matt Kensington
  - Melinda et Melinda (2004) : Greg Earlinger

- Lochlyn Munro dans :
  - Scary Movie (2000) : Greg Phillippe
  - Cosmic Sin (2021) : le sergent Alex Locke

- Craig Parker dans :
  - Le Seigneur des anneaux : La Communauté de l'anneau (2001) : Haldir
  - Le Seigneur des anneaux : Les Deux Tours (2002) : Haldir

- Shane West dans :
  - Le Temps d'un automne (2002) : Landon Carter
  - La Ligue des gentlemen extraordinaires (2003) : Tom Sawyer

- Michael Shannon dans :
  - 8 Mile (2003) : Greg Buehl
  - Kangourou Jack (2003) : Frankie Lombardo

- Giovanni Ribisi dans :
  - Basic (2003) : le sous-lieutenant Levy Kendall
  - Public Enemies (2009) : Alvin Karpis

- Alan Tudyk dans :
  - Dodgeball ! Même pas mal ! (2004) : Steve le pirate
  - Tucker et Dale fightent le mal (2010) : Tucker

- Will Arnett dans :
  - Les Rois du patin (2007) : Svanz Van Waldenberg
  - The Rocker (2008) : Lex

- Hayes MacArthur (en) dans :
  - Homo erectus (2007) : Thudnik
  - Bachelorette (2012) : Dale

- Hiroyuki Sanada dans :
  - Sunshine (2007) : le commandant Kanada
  - John Wick : Chapitre 4 (2023) : Shimazu

- Pelle Bolander dans :
  - Millénium 2 : La Fille qui rêvait d'un bidon d'essence et d'une allumette (2009) : Sonny Nieminen
  - Millénium 3 : La Reine dans le palais des courants d'air (2010) : Sonny Nieminen

- Chris Pine dans :
  - Unstoppable (2010) : Will Colson
  - Target (2012) : Franklin Delano Roosevelt

- Stephen Dorff dans :
  - Bucky Larson : Super star du X (2011) : Dick Shadow
  - Zaytoun (2012) : Yoni

- Teach Grant (es) dans :
  - The Secret (2012) : Steven
  - Dead Rising: Endgame (2016) : Skinner

- Vincent Regan dans :
  - Lock Out (2012) : Alex
  - City of Tiny Lights (2017) : Schaeffer

- Justin Theroux dans :
  - Peace, Love et plus si affinités (2012) : Seth
  - La Belle et le Clochard (2019) : le Clochard (voix)

- Marc Blucas dans :
  - Section 99 (2017) : Gil
  - The Walker (2018) : Howard

- Anthony Hayes (en) dans :
  - Cargo (2017) : Vic
  - Gold (2022) : le deuxième homme

- Zach McGowan dans :
  - Death Race: Anarchy (2018) : Connor
  - The Scorpion King: Book of Souls (2018) : Mathayus

- Sharlto Copley dans :
  - Maléfique (2014) : le roi Stéphane
  - Beast (2022) : Martin Battles

- Paul Adelstein dans :
  - Un berceau sans bébé (2014) : Aaron Royal
  - Le Menu (2022) : Ted

- Matthias Schoenaerts dans :
  - The Old Guard (2020) : Booker / Sébastien le Livre
  - The Old Guard 2 (2025) : Booker / Sébastien le Livre

- Nejat İşler dans :
  - 10 jours du côté du bien (tr) (2023) : Sadık
  - 10 jours du côté du mal (tr) (2023) : Sadık

- Francesco Di Leva dans :
  - Mixed by Erry (2023) : Fortunato Ricciardi
  - Le Train des enfants (2024) : Forte Tête

- Kristofer Hivju dans :
  - Long Distance (2024) : Dwayne
  - Red One (2024) : Krampus

- Manuel Garcia-Rulfo dans :
  - Dans le terrier du lapin blanc (2024) : Yolcaut
  - Pedro Páramo (2024) : Pedro Páramo

- 1979[n 2] : Apocalypse Now : Jay « Chef » Hicks (Frederic Forrest)
- 1984[n 3] : Il était une fois en Amérique : Philip « Cockeye » Stein (William Forsythe)
- 1996 : Fargo : le policier en patrouille (James Gaulke)
- 1997 : Scream 2 : Mickey (Timothy Olyphant) et Ghostface (Roger L. Jackson) (voix)
- 1997 : Pour le pire et pour le meilleur : le patron du Café 24 (Shane Black), un voyou (Jamie Kennedy) et voix additionnelles
- 1997 : The Brave : Heyman (Alexis Cruz)
- 1997 : Le Cinquième Élément : le second policier [Qui ?] et voix additionnelles
- 1998 : Les Joueurs : Mike McDermott (Matt Damon)
- 1998 : The Big Lebowski : Woo (Philip Moon (en))
- 1998 : La Ligne rouge : voix additionnelles
- 1998 : De grandes espérances : ? (?)
- 1998 : Une vraie blonde : un homme [Qui ?]
- 1998 : Mots d'amour : Parcheggiatore (Cristiano Callegaro)
- 1998 : Les Idiots : le premier rockeur (Lars Bjarke)
- 1998 : L'Enjeu : le garde de dos [Qui ?]
- 1999 : L'Anglais : Stacy (Nicky Katt)
- 1999 : Guns 1748 : Plunkett (Robert Carlyle)
- 1999 : Chevauchée avec le diable : Black John (James Caviezel)
- 1999 : Sacrifié : Chance Williams (Blair Underwood)
- 1999 : Personne n'est parfait(e) : Jacko (Chris Bauer)
- 2000 : Presque célèbre : Russell Hammond (Billy Crudup)
- 2000 : Ordinary Decent Criminal : le fiancé de la fille du juge (Michael Hayes)
- 2000 : L'Homme bicentenaire : Bill Feingold (John Michael Higgins)
- 2000 : Eh mec ! Elle est où ma caisse ? : Tommy (Charlie O'Connell)
- 2000 : Danse ta vie : l'ami d'Eva (Carlo Alban (en))
- 2000 : The Crow 3: Salvation : Vincent Erlich (Dale Midkiff)
- 2000 : Blair Witch 2 : Le Livre des ombres : lui-même (Stephen Barker Turner (en))
- 2001 : La Chute du faucon noir : le sergent 1re classe Norm « Hoot » Gibson (Eric Bana)
- 2001 : Training Day : Moreno (Noel Gugliemi)
- 2001 : Le Baiser mortel du dragon : Lupo (Max Ryan)
- 2001 : Évolution : le sergent Toms (Lucas Dudley)
- 2001 : Trop, c'est trop ! : Freddy (Henry Cho (en))
- 2001 : L'Homme en plus : Antonio Pisapia (Andrea Renzi)
- 2001 : Angel Eyes : Larry (Jeremy Sisto)
- 2001 : Mulholland Drive : Gene (Billy Ray Cyrus)
- 2002 : The Dancer Upstairs : Sucre (Juan Diego Botto)
- 2002 : Le Smoking : l'agent Gabe (Scott Yaphe)
- 2002 : Magic Baskets : lui-même (Jason Kidd)
- 2002 : Men in Black 2 : un agent du MIB [Qui ?]
- 2002 : Les Lois de l'attraction : Rupert (Clifton Collins Jr.)
- 2002 : Windtalkers : Chick (Noah Emmerich)
- 2002 : Panic Room : Junior (Jared Leto)
- 2002 : Ali G : Rico (Emilio Rivera) et un délégué russe (Olegar Fedoro (ru))
- 2002 : ESPN's Ultimate X : Le film : lui-même (Jason Ellis) (film documentaire)
- 2003 : Bad Boys 2 : l'agent Eames (Dave Corey)
- 2003 : Sylvia : Ted Hughes (Daniel Craig)
- 2003 : Gothika : Turlington (Matthew G. Taylor)
- 2003 : Terminator 3 : Le Soulèvement des machines : l'homme en colère (Billy Lucas)
- 2003 : Mon boss, sa fille et moi : Speed (David Koechner)
- 2003 : Le Gardien du manuscrit sacré : M. Funktastic (Marcus J. Pirae)
- 2003 : Lara Croft : Tomb Raider, le berceau de la vie : Sean (Til Schweiger)
- 2003 : Kill Bill : volume 1 : Buck (Michael Bowen)
- 2003 : Les Looney Tunes passent à l'action : Sammy (Casey Kasem) (voix)
- 2004 : Le Vol du Phœnix : Sammi (Jacob Vargas)
- 2004 : Fenêtre secrète : Ted Milner (Timothy Hutton)
- 2004 : Lolita malgré moi : Ron Duvall (Tim Meadows)
- 2004 : House of Sand and Fog : Lester (Ron Eldard)
- 2004 : 11:14 : Leon (Jason Segel)
- 2004 : Friday Night Lights : Ivory Christian (Lee Jackson III)
- 2004 : Layer Cake : Tiptoes (Steve John Shepherd (en))
- 2005 : Elektra : McCabe (Colin Cunningham)
- 2005 : Dark Water : Jeff Platzer (Tim Roth)
- 2005 : A Bittersweet Life : Moon Suk (Kim Roi-ha (en))
- 2005 : Danny the Dog : Georgie (Tamer Hassan)
- 2005 : Hitch, expert en séduction : un speed dating [Qui ?]
- 2006 : Love Song : Lawson Pines (Gabriel Macht)
- 2006 : The Good German : Danny (Tony Curran)
- 2006 : Coast Guards : Mitch Lyons (Brian Patrick Wade)
- 2006 : World Trade Center : un pompier [Qui ?]
- 2007 : Bande de sauvages : Red (Kevin Durand)
- 2007 : You Kill Me : Stef Krzeminski (Marcus Thomas (en))
- 2007 : Sukiyaki Western Django : Kiyomori (Kōichi Satō)
- 2008 : Spartatouille : Léonidas (Sean Maguire)
- 2008 : Rien que pour vos cheveux : James (Dave Matthews)
- 2008 : 27 Robes : George (Edward Burns)
- 2008 : Mensonges d'État : Skip (Vince Colosimo (en))
- 2008 : Indiana Jones et le Royaume du crâne de cristal : l'agent Smith (Neil Flynn)
- 2008 : Les Babysitters : Michael Beltran (John Leguizamo)
- 2008 : Angles d'attaque : Javier (Édgar Ramírez)
- 2008 : Che, 2e partie : Guerilla : Miguel (Néstor Rodulfo (es))
- 2009 : Halloween 2 : Howard / oncle Seymour Coffins (Jeff Daniel Phillips)
- 2009 : Escapade fatale : Kale (Chris Hemsworth)
- 2009 : Away We Go : Tom Garnett (Chris Messina)
- 2009 : L'Attaque du métro 123 : le lieutenant Staley (Daniel Stewart Sherman)
- 2009 : The Door : La Porte du Passé : David (Mads Mikkelsen)
- 2010 : Percy Jackson : Le Voleur de foudre : Hadès (Steve Coogan)
- 2010 : Prince of Persia : Les Sables du Temps : Garsiv, chef de l'armée et frère rival de Dastan (Toby Kebbell)
- 2010 : Fair Game : Scooter Libby (David Andrews)
- 2010 : Dog Pound : Sands (Trent McMullen)
- 2010 : Takers : Ghost (Clifford Joseph « T.I. » Harris Jr.)
- 2010 : Légion : Michael (Paul Bettany)
- 2010 : Submarine : Graham Purvis (Paddy Considine)
- 2010[5] : Jurassic Predator (en) : Dr Charles Leblanc (Mark Sheppard)
- 2010 : Black Swan : Andrew (Sebastian Stan)
- 2010 : Country Strong : James Canter (Tim McGraw)
- 2011 : Super 8 : Louis Dainard (Ron Eldard)
- 2012 : Le Roi Scorpion 3 : L'Œil des dieux : le roi Talus (Billy Zane)
- 2012 : The Baytown Outlaws : Brick Oodie (Clayne Crawford)
- 2012 : Sur la route : Walter (Terrence Howard)
- 2012 : Casa de mi padre (es) : Armando (Will Ferrell)
- 2013 : Passion : Dirk (Paul Anderson)
- 2013 : 12 heures : Fletcher (Mark Valley)
- 2013 : You're Next : Crispian (A. J. Bowen (en))
- 2013 : L'Extravagant Voyage du jeune et prodigieux T. S. Spivet : Ricky (Julian Richings)
- 2013 : Old Boy : Chucky (Michael Imperioli)
- 2014 : Brick Mansions : Lino (David Belle)
- 2014 : Hercule : Autolycos (Rufus Sewell)
- 2014 : The Homesman : Vester Belknap (William Fichtner)
- 2014 : Quand vient la nuit : Bob Saginowski (Tom Hardy)
- 2014 : Plastic : Marcel (Thomas Kretschmann)
- 2014 : Snow in Paradise : oncle Jimmy (Martin Askew)
- 2014 : 22 Jump Street : Scarface / le Wolverine Mexicain (Eddie J. Fernandez)
- 2015 : Absolutely Anything : Grant (Rob Riggle)
- 2015 : The Ridiculous 6 : Will Patch (Will Forte)
- 2015 : L'Homme parfait : détective Hansen (Holt McCallany)
- 2015 : Forsaken : Tom Watson (Jonny Rees) (crédité sous le pseudonyme de Greg Ellis)
- 2015 : Témoin à louer : Angel (Anthony L. Fernandez)
- 2015 : Le Pont des espions : l'interrogateur soviétique principal (Merab Ninidze)
- 2016 : Monster Cars : voix additionnelles
- 2016 : Mascots : Tommy « Zook » Zucarello (Chris O'Dowd)
- 2017 : La Course à la mort de l'an 2050 : Jed Perfectus (Burt Grinstead (en))
- 2017 : L'Exécuteur : Frank « Shotgun » (Jon Bernthal)
- 2017 : Blade of the Immortal : Sabato Kuroi (Kazuki Kitamura)
- 2017 : Hangman : Will Ruiney (Karl Urban)
- 2017 : The Disaster Artist : Tommy Wiseau (James Franco)[6]
- 2018 : Mute : Rob (Robert Kazinsky)
- 2018 : La Part Obscure : Radic (Jan Bijvoet)
- 2018 : Gotti : « le Menton » (Sal Rendino)
- 2018 : Mia et le Lion blanc : Dirk (Brandon Auret (en))
- 2019 : Alita: Battle Angel : Romo (Derek Mears)
- 2019 : Captive State : le maire Ed Lee (Marc Grapey)
- 2019 : Shazam! : le jouet Batman (Bill R. Dean) (voix)
- 2019 : Aladdin : Jamal (Amir Boutrous)
- 2019 : Anna : Oleg (Andrew Howard)
- 2019 : Ça : Chapitre 2 : Benjamin « Ben » Hanscom (Jay Ryan)
- 2019 : Terminator: Dark Fate : Hadrell (Tom Hopper)
- 2019 : La Légende du dragon : le tsar Pierre le Grand (Youri Kolokolnikov)
- 2020 : Le Voyage du Docteur Dolittle : Rassouli (Antonio Banderas)
- 2020 : Ultras (it) : Pechegno (Simone Borrelli (it))
- 2020 : Drunk : Peter (Lars Ranthe)
- 2020 : Archenemy : Max Fist (Joe Manganiello)
- 2021 : L'ultimo Paradiso : Vincenzo (Erminio Truncellito)
- 2021 : Conjuring : Sous l'emprise du Diable : Alan Bono (Ronnie Gene Blevins (en))
- 2021 : Braquage final : Muñoz (Daniel Holguín)
- 2021 : Xtreme (es) : Máximo « Max » (Teo García (es))
- 2021 : Just Say Yes (nl) : Beau (Winston Post)
- 2021 : Oslo : Uri Savir (en) (Jeff Wilbusch (en))
- 2021 : Le Loup et le Lion : Allan (Evan Buliung (en))
- 2021 : The Trip : Petter Larsen (Atle Antonsen (no))
- 2021 : La familia perfecta : Miguel (José Coronado)
- 2022 : Perdus dans l'Arctique : le capitaine Ejnar Mikkelsen (Nikolaj Coster-Waldau)
- 2022 : Savage Salvation : John Shelby (Jack Huston)
- 2022 : Rise : La Véritable Histoire des Antetokounmpo (en) : Takis Zivas (Panos Koronis)
- 2023 : L'Étrangleur de Boston : George Nassar (Greg Vrotsos)
- 2023 : Infiesto (es) : l'inspecteur Samuel Garcia (Isak Ferriz (es))
- 2023 : L'un de nous doit mourir : Pablo Vega (Manolo Cardona)
- 2023 : Un homme d'action : Asturiano (Luis Callejo)
- 2023 : Finestkind : Tom (Ben Foster)
- 2023 : The Wandering Earth 2 : Tu Hengyu (Andy Lau)
- 2023 : Ezra : Nick (Rainn Wilson)
- 2024 : One Fast Move (en) : Dean Miller (Eric Dane)
- 2024 : Juré n° 2 : Luke (Jason Coviello)

#### Films d'animation
- 1972[n 4] : Panda Petit Panda : l'instituteur
- 1984[n 5] : Nausicäa de la vallée du vent : Kurotawa
- 2001 : Monstres et Cie : Georges
- 2002 : La Princesse au petit pois : roi Heath
- 2002 : L'Âge de glace : Macrauchenia et Dab, le chef des dodos
- 2002 : Huit nuits folles d'Adam Sandler : M. Chang, l'arbitre de Foot Locker
- 2003 : Frère des ours : Sitka
- 2003 : Sinbad : La Légende des sept mers : voix additionnelles
- 2003 : Le Livre de la Jungle 2 : voix additionnelles
- 2004 : Shrek 2 : le Chat potté
- 2004 : La Star de Fort Fort Lointain : le Chat potté (court-métrage)
- 2004 : Les Indestructibles : un policier / la voix de l'ordinateur
- 2005 : Madagascar : King Julian
- 2005 : Barbie Fairytopia : voix additionnelles
- 2005 : Vaillant, pigeon de combat ! : Tango et Charlie
- 2005 : Chicken Little : Cigogne de baseball
- 2006 : Les Rebelles de la forêt : Shaw
- 2006 : Renaissance : Montoya
- 2006 : Lucas, fourmi malgré lui : la mouche
- 2006 : Happy Feet : Kev
- 2006 : Les Contes de Terremer : le Lièvre
- 2007 : Shrek le troisième : le Chat potté
- 2007 : Bienvenue chez les Robinson : l'homme au chapeau melon
- 2007 : Appleseed Ex Machina : le commandant Lance
- 2007 : Le Vilain Petit Canard et moi : voix additionnelles
- 2008 : Ponyo sur la falaise : Fujimoto le sorcier des Mers
- 2008 : Volt, star malgré lui : le réalisateur de la série
- 2008 : Chasseurs de dragons : Chauve-Souris 3
- 2008 : Les Rebelles de la forêt 2 : Roberto
- 2010 : Shrek 4 : Il était une fin : le Chat potté
- 2010 : Le Noël Shrektaculaire de l'Âne : le Chat potté (court-métrage)
- 2010 : Halo Legends : Phantôme
- 2010 : Planète Hulk : Laven Skee
- 2010 : Les Rebelles de la forêt 3 : Roberto
- 2011 : Rio : Marcel
- 2011 : Le Chat Potté : le Chat potté[7]
- 2011 : Cars 2 : Grem, John Curby Gremlin
- 2012 : Sammy 2 : le poisson paranoïaque
- 2012 : Les Cinq Légendes : Pitch, le croque-mitaine
- 2012 : Le Chat potté : Les Trois Diablos : le Chat potté (court-métrage)
- 2013 : Epic : La Bataille du royaume secret : Ronin
- 2013 : Ma maman est en Amérique, elle a rencontré Buffalo Bill : le concessionnaire
- 2013 : Sur la terre des dinosaures : Roch
- 2013 : Madagascar à la folie : King Julian (court-métrage)
- 2015 : Bob l'éponge, Le film : Un héros sort de l'eau : Patrick
- 2015 : Vice-versa : l'agent de police du cerveau
- 2015 : Le Voyage d'Arlo : Earl
- 2015 : Tout en haut du monde : Galway (création de voix)
- 2015 : La Ligue des justiciers : Le Trône de l'Atlantide : Orm
- 2016 : Zootopie : M. Manchas
- 2016 : Angry Birds, le film : voix additionnelles
- 2017 : Le Grand Méchant Renard et autres contes : le loup / le bouledogue (création de voix)
- 2017 : Cars 3 : Ramone
- 2017 : La Passion van Gogh : le gendarme Rigaumon
- 2017 : L'Épopée du Chat Potté, prisonnier d'un conte : le Chat potté
- 2018 : La Mort de Superman : J'onn J'onzz / Martian Manhunter
- 2018 : L'Envol de Ploé (en) : Giron
- 2019 : Le Règne des Supermen : J'onn J'onnz / Martian Manhunter
- 2019 : La Fameuse Invasion des ours en Sicile : le professeur De Ambrosis / Babbon (création de voix)
- 2019 : Arctic Justice: Thunder Squad : Lemmy[n 6]
- 2019 : Ni no kuni : Barton
- 2019 : Playmobil, le film : voix additionnelles
- 2019[n 7] : Pauvre Toutou ! : Thurman Sanchez
- 2020 : Superman : L'Homme de demain : J'onn J'onnz / Martian Manhunter
- 2020 : Bob l'éponge, le film : Éponge en eaux troubles : Patrick
- 2020 : La Grande Aventure d'un chien en or : Frevler
- 2021 : Les Bouchetrous : le capitaine du bateau
- 2021 : America, le film : le transporteur et Clyde
- 2021 : D'Artagnan et les trois Mousquetaires : Richelieu
- 2021 : Même les souris vont au paradis : Miro, le caméléon, le blaireau et le hibou
- 2021 : Ainbo, princesse d'Amazonie : Atok
- 2022 : L'Enfant du mois de Kamiari : Dragon Divin
- 2022 : Samouraï Academy : Ichiro[n 8]
- 2022 : Tom et Jerry au Far West : Duke
- 2022 : Le Chat potté 2 : La Dernière Quête : le Chat potté
- 2023 : Super Mario Bros. le film : Spike
- 2023 : Justice League: Warworld : J'onn J'onnz / Martian Manhunter
- 2023 : Migration : le chef[n 9]
- 2024 : Justice League: Crisis on Infinite Earths – Part One (en) : J'onn J'onnz / Martian Manhunter
- 2024 : S.O.S. Bikini Bottom : Une mission pour Sandy Écureuil : Patrick
- 2024 : Angelo dans la forêt mystérieuse : Franky, le crapaud
- 2025 : Plankton, le film (en) : Patrick
- 2025 : Falcon Express : ? (création de voix)

### Télévision

#### Téléfilms
- Philip Boyd dans (9 téléfilms) :
  - Le crime que je n'ai pas commis (2019) : Andrew
  - Une ex malveillante (2019) : Dan
  - Douze chiots pour Noël (2019) : Travis
  - Meurtre avec (pré) méditation (2019) : Ian
  - La mort au premier virage (2021) : Andrew James
  - Le cercle du vice (2022) : Dan
  - Les disparues du Grand Canyon (2023) : Nate
  - Maman le jour, strip-teaseuse la nuit (2024) : Jake
  - La double vie d'une mère (2024) : Robert Forster

- Jeff Teravainen dans (4 téléfilms) :
  - Une amitié malsaine (2017) : Daniel Miles
  - Le vrai visage de ma fille (2019) : Greg Trousseau
  - Dans les bras d'un psychopathe (2022) : Jake
  - À la recherche de l'assassin de mon père (2023) : Scott

- Luke Macfarlane dans :
  - Noël au château (2020) : Jackson Lewis
  - Tous en scène à Noël (2021) : Sean Grant
  - Coup de foudre en Bretagne (2022) : Ben McCane
  - Coup de foudre au village de Noël (2022) : Ryan Scott

- Matt Hamilton dans :
  - Les sœurs McBride (2022) : Jason
  - Petite ville, grands mensonges (2022) : Mark
  - Noyée dans ses mensonges : l'histoire vraie de Sherri Papini (2023) : Keith Papini
  - Les secrets mortels de mes voisines (2024) : Jack
  - Un fugitif dans ma maison (2024) : Jay

- 2011 : Le Prix du passé : David Collins (Michael Woods)
- 2011 : Le Visage d'un prédateur : Andrew Berringer (Cole Hauser)
- 2012 : Pour le sourire d'un enfant : Mike Kersjes (John Corbett)
- 2012 : La vie aux aguets : Lucas Romer (Rufus Sewell)
- 2013 : Sacrifice : Vladimír Charouz (Adrian Jastraban)
- 2013 : Un homme trop parfait : Chuck (Jason Brooks)
- 2014 : Un berceau sans bébé : Aaron Royal (Paul Adelstein)
- 2014 : Deux Femmes amoureuses : Bernd (Ulrich Noethen[8])
- 2017 : Amour et manipulation : Travis (Jay Pickett)
- 2018 : Twin Betrayal : Lars Klint (Peter Douglas)
- 2019 : 24h pour sauver mon bébé ! : Ivan Volkov (Anthony Leet Scott)
- 2020 : Captive et soumise : Carl (Mike Capozzi)
- 2020 : Mère porteuse pour star dangereuse : Hayden Von Richter (Carl Beukes)
- 2020 : L'Informateur : Dr Wolf (Sebastian Blomberg)
- 2020 : Le rêve brisé de ma fille : l'île du scandale : Jax (Scott Anthony Leet)
- 2021 : Peggy Sue Thomas, la scandaleuse : Jim Huden (Tahmoh Penikett)
- 2021 : Rumeur indécente au lycée : le proviseur Harris (Michael Benyaer)
- 2021 : Noël avec le Père : Peter Hope (Kris Marshall)
- 2021 : Un océan de suspicion : Dominic Szabo (Alan Van Sprang)
- 2021 : Entretien avec un manipulateur narcissique : Jasper (Jason Coviello)
- 2021 : 9 mois de mensonges : Daryl (Adam Hollick)
- 2021 : Confessions d'une camgirl : Rob (George Thomas)
- 2021 : À bout portant : Schreiber (Peter Benedict)
- 2023 : Disparition au palace : George Finn (Morgan Kelly (en))
- 2023 : Le cottage des mariages : 	Daryl Froelich (Aaron Douglas)
- 2023 : Triangle amoureux secret : Jim (Jon Briddell)

#### Téléfilms d'animation
- 2007 : Joyeux Noël Shrek ! : le Chat Potté
- 2009 : Joyeux Noël Madagascar : King Julian
- 2010 : Shrek, fais-moi peur ! : le Chat Potté
- 2013 : Le Trésor du capitaine Nem’os : Kivala

#### Séries télévisées
- Paul Adelstein dans (10 séries) :
  - Le Justicier de l'ombre (2003) : Aldo Rossi (8 épisodes)
  - Prison Break (2005-2009 / 2017) : Paul Kellerman (49 épisodes)
  - Grey's Anatomy (2007) : Dr Cooper Freedman (saison 3, épisodes 22 et 23)
  - Private Practice (2007-2013) : Dr Cooper Freedman (111 épisodes)
  - Scandal (2013-2017) : Leo Bergen (18 épisodes)
  - Chance (2016) : Raymond Blackstone (saison 1)
  - Brooklyn Nine-Nine (2017-2018) : Seamus Murphy (saison 5)
  - Chicago Police Department (2019-2020) : Jason Crawford (saison 7)
  - La Réalité en face (2021) : Todd (mini-série)
  - Agatha All Along (2024) : Jeff Kaplan (mini-série)

- Mark Valley dans (8 séries) :
  - Boston Justice (2004-2007) : Brad Chase (70 épisodes)
  - Swingtown (2008) : Brad Davis (3 épisodes)
  - Fringe (2008-2009) : John Scott (12 épisodes)
  - Human Target : La Cible (2010-2011) : Christopher Chance (25 épisodes)
  - La Loi selon Harry (2011-2012) : Oliver Richard (22 épisodes)
  - Crisis (2014) : Widener, directeur de la CIA (8 épisodes)
  - Les Experts (2014-2015) : Daniel Shaw (saison 15)
  - Bloodline (2017) : Mike Gallagher (saison 3, épisode 8)

- Matthew Lillard dans (6 séries) :
  - Leverage (2012) : Gabe Erickson (saison 5, épisode 7)
  - Esprits criminels (2012) : David Roy Turner (saison 8, épisode 6)
  - The Bridge (2013-2014) : Daniel Frye (25 épisodes)
  - The Good Wife (2014-2016) : Rowby Canton (saison 5, épisode 11 et saison 7, épisode 12)
  - Twin Peaks (2017) : William Hastings (saison 3)
  - Good Girls (2018-2021) : Dean Boland (50 épisodes)

- Zach McGowan dans (6 séries) :
  - Black Sails (2014-2016) : le capitaine Charles Vane (28 épisodes)
  - UnREAL (2016) : Brock (saison 2, épisode 6)
  - Marvel : Les Agents du SHIELD (2017-2018) : Anton Ivanov / le Supérieur (9 épisodes)
  - The Walking Dead (2018) : Justin (saison 9, épisodes 1 à 3)
  - Los Angeles : Bad Girls (2019) : Ray Sherman (saison 1, épisodes 1 et 3)
  - MacGyver (2020) : Roman (3 épisodes)

- Colin Farrell dans (5 séries) :
  - Scrubs (2005) : Billy, un patient irlandais (saison 4, épisode 14)
  - True Detective (2015) : l'inspecteur Raymond « Ray » Velcoro (saison 2)
  - The North Water (en) (2021) : Henry Drax (mini-série)
  - Sugar (2024) : John Sugar
  - The Penguin (2024) : Oswald Cobblepot / le Pingouin (mini-série)

- Hayes MacArthur (en) dans (4 séries) :
  - Worst Week : Pour le meilleur… et pour le pire ! (2008-2009) : Chad (5 épisodes)
  - Go On (2012-2013) : Wyatt (7 épisodes)
  - Angie Tribeca (2016-2017) : le lieutenant Jason « Jay » Geils (30 épisodes)
  - Merry Happy Whatever (2019) : Sean Quinn (8 épisodes)

- Robert Carlyle dans (4 séries) :
  - Stargate Universe (2009-2011) : Dr Nicholas Rush (40 épisodes)
  - Once Upon a Time (2011-2018) : Rumplestiltskin / M. Gold / Le Ténébreux / La Bête / Le crocodile (156 épisodes)
  - La Guerre des mondes (2019) : Ogilvy (mini-série)
  - COBRA (en) (2020-2023) : le premier ministre Robert Sutherland

- Jay Ryan dans (4 séries) :
  - Top of the Lake (2013) : Mark Mitcham (saison 1)
  - Mensonges au paradis (en) (2023) : Aaron Winbourne (7 épisodes)
  - Territory (en) (2024) : Campbell Miller
  - Chronique arctique (2025) : Alistair

- Clive Standen dans (4 séries) :
  - Vikings (2013-2018) : Rollo Lothbrok (45 épisodes)
  - Taken (2017-2018) : Bryan Mills (26 épisodes)
  - Mirage (2020) : Gabriel Taylor (6 épisodes)
  - The Morning Show (2023) : Andre Ford (saison 3)

- Daniel Sunjata dans (4 séries) :
  - Notorious (2016) : Jake Gregorian (10 épisodes)
  - Manifest (2018-2020) : Danny (5 épisodes)
  - Échos (2022) : Charlie Davenport (mini-série)
  - High Potential (depuis 2024) : Adam Karadec

- Mario Cantone dans :
  - Sex and the City (2000-2004) : Anthony Marantino (12 épisodes)
  - Men in Trees : Leçons de séduction (2006-2008) : Terri Romano (7 épisodes)
  - And Just Like That... (depuis 2021) : Anthony Marantino

- Ken Marino dans :
  - Dawson (2001-2002) : le professeur David Wilder (saison 5)
  - Las Vegas (2003) : Anton McCarren (saison 1, épisode 4)
  - Agent Carter (2016) : Joseph Manfredi (saison 2)

- Kevin Dillon dans :
  - 24 Heures chrono (2003) : Lonnie McRae (saison 2, épisodes 12 à 14)
  - Entourage (2004-2011) : Johnny « Drama » Chase[9] (96 épisodes)
  - Gentleman : mode d'emploi (2011-2012) : Bert Lansing (9 épisodes)

- Jason Clarke dans :
  - The Chicago Code (2011) : Jarek Wysocki (13 épisodes)
  - Catherine the Great (2019) : Grigori Potemkine (mini-série)
  - Winning Time: The Rise of the Lakers Dynasty (en) (2022-2023) : Jerry West (17 épisodes)

- Manolo Cardona dans :
  - Covert Affairs (2013) : Teo Braga (saison 4)
  - Reign : Le Destin d'une reine (2013) : Tomás, prince du Portugal (saison 1, épisodes 3 et 4)
  - Un passé bien présent (es) (2022) : Marcos Herrero

- Oliver Masucci dans :
  - 4 Blocks (2017-2018) : Hagen Kutscha (13 épisodes)
  - Tribes of Europa (2021) : Moïse (6 épisodes)
  - Abysses (2023) : le capitaine Jasper Alban (mini-série)

- Erik Hayser dans :
  - Sombre Désir (2020-2022) : Esteban Solares (33 épisodes)
  - Accident (2024) : David Matamoros
  - Péchés inavouables (2025) : Claudio Martínez

- Kirk Acevedo dans :
  - The Black Donnellys (2007) : Nicky Cottero (13 épisodes)
  - Grimm (2014) : Ron Hurd (saison 3, épisode 11)

- Ross McCall dans :
  - Crash (2008-2009) : Kenny Battaglia (26 épisodes)
  - FBI : Duo très spécial (2010-2014) : Matthew Keller (9 épisodes)

- Dean Winters dans :
  - New York, section criminelle (2008) : Mike Stoat (saison 7, épisode 11)
  - New York, unité spéciale (2012-2020) : l'inspecteur Brian Cassidy (en) (2e voix, saisons 13 à 20)

- Stephen Dorff dans :
  - XIII : La Conspiration (2008) : XIII (mini-série)
  - The Righteous Gemstones (2023) : Vance Simkins (saison 3)

- Christian Slater dans :
  - Forgotten (2009-2010) : Alex Donovan (17 épisodes)
  - Mr. Robot (2015-2019) : Edward « Mr Robot » Alderson (45 épisodes)

- Clayne Crawford dans :
  - 24 Heures chrono (2010) : Kevin Wade (saison 8)
  - The Glades (2010-2011) : Ray Cargill (7 épisodes)

- Nicholas Bishop dans :
  - Past Life (2010) : Price Whatley (9 épisodes)
  - Body of Proof (2011-2012) : Peter Dunlop (29 épisodes)

- Pilou Asbæk dans :
  - Borgen, une femme au pouvoir (2010-2013) : Kasper Juul (29 épisodes)
  - 1864 - Amours et trahisons en temps de guerre (2014) : Didrich (mini-série)

- Colin Cunningham dans :
  - Falling Skies (2011-2015) : John Pope (48 épisodes)
  - Preacher (2018) : Theodore Charles / T.C (saison 3)

- Kristofer Hivju dans :
  - Game of Thrones (2013-2019) : Tormund Fléau-d'Ogres (33 épisodes)
  - The Witcher (2021) : Nivellen (saison 2, épisode 1)

- Steven Ogg dans :
  - Les Enquêtes de Murdoch (2014) : Bat Masterson (saison 8, épisode 3)
  - Better Call Saul (2015 / 2020) : Sobchak / « Monsieur X » (saison 1, épisode 9 et saison 5, épisode 5)

- Aaron Stanford dans :
  - 12 Monkeys (2015-2018) : James Cole (47 épisodes)
  - Tracker (2025) : Ricky (saison 2, épisode 10)

- Jay R. Ferguson dans :
  - The Mindy Project (2016) : Drew Schakowsky (saison 4, épisodes 22 à 24)
  - American Crime Story (2018) : l'agent du FBI Keith Evans (saison 2, épisodes 1 et 2)

- Luke Evans dans :
  - L'Aliéniste (2018-2020) : John Moore (18 épisodes)
  - Echo 3 (en) (2022-2023) : Alex « Bambi » Chesborough (10 épisodes)

- 2001 : Frères d'armes : le lieutenant Norman Dike (Peter O'Meara (en)) (mini-série)
- 2001-2002 : Les Années campus : Eric (Jason Segel)
- 2002 : Sur écoute : Wendell « Orlando » Blocker (Clayton LeBouef) (saison 1)
- 2002-2004 : The Shield : l'inspecteur Terry Crowley (Reed Diamond) (3 épisodes) et Neil O'Brien (James Budig) (saison 3)
- 2004 : Deadwood : Andy Cramed (Zach Grenier) (1re voix, saison 1)
- 2005 : Into the West : Jedediah Smith (Josh Brolin) (mini-série)
- 2005 : Matrioshki : Le Trafic de la honte : Clem De Donder (Stany Crets (nl))
- 2005 : Blind Justice : l'inspecteur Jim Dunbar (Ron Eldard)
- 2005 : Lost : Les Disparus : Jason (Victor Browne) (saison 1, épisode 12)
- 2005-2007 : Police maritime : Angelo Sammarco (Lorenzo Crespi (it))
- 2005 / 2009 : Dr House : Sam McGinley (Ryan Hurst) (saison 2, épisode 8) et Hank (Troy Garity) (saison 6, épisode 8)
- 2006 : Dexter : Carlos Guerrero (Rudolf Martin) (saison 1)
- 2006-2007 : Lucky Louie : Jerry (Rick Shapiro (en))
- 2006-2009 : Heroes : Isaac Mendez (Santiago Cabrera) (17 épisodes)
- 2007 : Fallen : Azazel (Hal Ozsan) (mini-série)
- 2007 : Dr House : Harvey Park (John Cho) (saison 1, épisode 20)
- 2007-2008 : K-Ville : Trevor Cobb (Cole Hauser)
- 2008 : House of Saddam : Oais (Simon Abkarian) (mini-série)
- 2008-2010 : Romanzo criminale : Sergio Buffoni (Lorenzo Renzi) (22 épisodes)
- 2009 : Terminator : Les Chroniques de Sarah Connor : le dernier T-888 (Jeffrey Pierce) (saison 2, épisodes 21 et 22)
- 2009 : Breaking Bad : l'agent Vanco (J. D. Garfield) (saison 2, épisode 7)
- 2009-2010 : Underbelly : Dennis Kelly (Paul Tassone) (24 épisodes)
- 2009-2010 : Les Frères Scott : Grubbs (Mike Grubbs) (saison 7)
- 2009-2010 : Les Mystères d'Eastwick : Matt Brody (Jason George) (6 épisodes)
- 2010 : L'Enfer du Pacifique : le sergent Stone (Toby Leonard Moore) (mini-série)
- 2010 : Caprica : Barnabas Greeley (James Marsters)
- 2010 : Whitechapel : l'inspecteur Torbin Cazenove (Peter Serafinowicz) (saison 2, épisodes 1 à 3)
- 2010-2015 : Louie : Bobby (Robert Kelly (en)) (8 épisodes)
- 2011-2012 : XIII, la série : XIII (Stuart Townsend) (26 épisodes)
- 2011-2012 : Les Spécialistes : Investigation scientifique : Mario « le Loup » Pugliese (Marco Basile (it))
- 2011-2015 : Parenthood : Seth Holt (John Corbett) (10 épisodes)
- 2013 : Vampire Diaries : Silas (Scott Parks) (saison 4)
- 2013 : Miss Fisher enquête : un mafieux [Qui ?]
- 2013 : Sons of Anarchy : Amir Ghanezi (Anthony Azizi) (saison 6, épisodes 1 et 3)
- 2013-2014 : The Fall : James Olson (Ben Peel (en))
- 2013-2015 : Da Vinci's Demons : Vlad l'Empaleur (Paul Rhys)
- 2013-2017 : Les Feux de l'amour : Dylan McAvoy (Steve Burton) (471 épisodes)
- 2013-2019 : NCIS : Enquêtes spéciales : Adam Eshel (Damon Dayoub) (5 épisodes)
- 2013-2022 : Peaky Blinders : l'inspecteur puis sergent Moss (Tony Pitts (en)) (15 épisodes), le grand-duc Leon Petrovna (Jan Bijvoet) (saison 3), Michael Levitt (Elliot Cowan) (saison 5, épisode 1), Barney (Cosmo Jarvis) (saison 5) et Jack Nelson (James Frecheville) (saison 6)
- 2014 : Brooklyn Nine-Nine : Brandon Jacoby (Matthew Willig (en)) (saison 1, épisode 14) et M. Henders (Brian Huskey (en)) (saison 1, épisode 18)
- 2014-2015 : Bankerot : Dion Johansson (Esben Dalgaard Andersen (da))
- 2014 / 2019 : Les 100 : Jake Griffin (Chris Browning (en)) (4 épisodes)
- 2015 : Unbreakable Kimmy Schmidt : le mariachi #1 (Alvaro Paulino Jr.)
- 2015 : Legends : Doku Zakayev (Visar Vishka) (saison 2)
- 2015 : Miss Fisher enquête : Karol Valenski (Goran D. Kleut) (saison 3, épisode 6) et Stanley Burrows (Jeremy Lindsay Taylor (en)) (saison 3, épisode 7)
- 2015 : The Last Kingdom : Skorpa (Jonas Malmsjö (sv)) (saison 1, épisode 6)
- 2015-2016 : Bloodline : Rafi Quintana (Gino Vento)
- 2015-2016 : Banshee : Kurt Bunker (Tom Pelphrey) (15 épisodes)
- 2015-2017 : Into the Badlands : Quinn (Marton Csokas)
- 2015-2017 : X Company : Oberführer puis Brigadeführer Franz Faber (Torben Liebrecht (de))
- 2015-2018 : Sense8 : Sven (Eyþór Gunnarsson (no))
- 2016 : Ray Donovan : Jack Raleigh (Jake Hoffman)
- 2016 : Grimm : Lucien Petrovitch (Bailey Chase)
- 2016 : Shooter : David Hall (Kamar de los Reyes (en)) (saison 1, épisode 5)
- 2016 : The Mindy Project : Drew Schakowsky (Jay R. Ferguson) (saison 4)
- 2016-2017 : The Middle : Jeremy (Will Green) (7 épisodes)
- 2016-2017 : Incorporated : Marcus (Saad Siddiqui)
- 2017 : Killjoys : Lachlan (Mac Fyfe) (saison 3, épisode 4)
- 2017 : The Girlfriend Experience : Mark Novak (Michael Cram) (saison 2)
- 2017 : Training Day : Moreno (Noel Gugliemi)
- 2017 : The Frankenstein Chronicles : l'inspecteur Treadaway (Paul Kennedy)
- 2017 : Gunpowder : le capitaine William Turner (Fergus O'Donnell) (mini-série)
- 2017-2018 : Bad Blood : Sal Montagna (Joris Jarsky)
- 2017-2018 : La Fabuleuse Madame Maisel : Charles Connelly (David Aaron Baker (en)) (3 épisodes)
- 2017-2019 : Suburra, la série : Franco Marchilli (Renato Marchetti) (8 épisodes)
- 2017-2021 : American Gods : Sweeney le Dingue (Pablo Schreiber) (16 épisodes)
- 2017-2024 : S.W.A.T. : l'officier Dominique Luca (Kenny Johnson) (130 épisodes)
- 2018 : Altered Carbon : Jimmy DeSoto (Teach Grant)
- 2018 : Hap and Leonard : Truman Brown (Pat Healy)
- 2018 : Escape at Dannemora : Richard Matt (Benicio del Toro) (mini-série)
- 2018 : Le Protecteur d'Istanbul : Serdar Türker (Kubilay Karslıoğlu (tr))
- 2018 : Dirty John (en) : William Meeham (Shea Whigham)
- 2018 : The Innocents : Dr Halvorson (Guy Pearce) (8 épisodes)
- 2018-2020 : Narcos: Mexico : le commandant Guillermo González Calderoni (Julio Cesar Cedillo) (11 épisodes)
- 2018-2021 : Mr Inbetween : Ray Shoesmith (Scott Ryan) (26 épisodes)
- 2018-2023 : Barry : Cristobal Sifuentes (Michael Irby) (18 épisodes)
- 2018-2023 : Magnum : Kenny « Shammy » Shamberg (Christopher Thornton (en)) (27 épisodes)
- 2019 : Obsession : Brian (Ravin J. Ganatra)
- 2019 : Lucifer : l'U.S. Marshal Luke Reynolds (Sasha Roiz) (saison 4, épisode 1)
- 2019 : The Good Fight : Roland Blum (Michael Sheen) (saison 3)
- 2019 : Insatiable : Gordy Greer (Dana Ashbrook) (saison 2, épisodes 3 et 4)
- 2019 : Apache: La Vie de Carlos Tévez (es) : Hugo (Roberto Vallejos (es))
- 2019 : Home for Christmas : Kjartan [Qui ?]
- 2019 : Gotham : « Tank » (David Kallaway) (saison 5, épisode 2)
- 2019 : Swamp Thing : Swamp Thing (Derek Mears)
- 2019 : I Am the Night : Jay Singletary (Chris Pine)
- 2019 : Krypton : Lobo (Emmett J. Scanlan (en))
- 2019-2020 : Murder : Robert Hsieh (Cas Anvar) (saison 6)
- 2019-2020 : Riverdale : Hiram Lodge (Mark Consuelos) (voix de remplacement : saison 3, épisode 21 et saison 4, épisodes 14 et 15)
- 2019-2020 : Esprits criminels : Everett Lynch (Michael Mosley) (6 épisodes)
- 2019-2021 : Evil : Orson LeRoux (Darren Pettie) (5 épisodes)
- 2019-2024 : What We Do in the Shadows : le baron Afanas (Doug Jones) (15 épisodes)
- 2020 : L'Écuyer du roi : « le chevalier noir à l'écusson blanc » (Ben Chaplin)
- 2020 : Legends of Tomorrow : Genghis Khan (Terry Chen) (saison 5, épisode 6)
- 2020 : Teenage Bounty Hunters : Levi (James McMenamin) (saison 1, épisode 10)
- 2020 : Barbares : Berulf (Ronald Zehrfeld)
- 2020 : Les Wedding Planners (en) : Pepe (John Cipolla)
- 2020 : El Cid : le roi Fernando Ier de León (José Luis García Pérez)
- 2020 : À l'ombre des Magnolias : Brad Wellington (Adam Fristoe) (saison 1)
- 2020-2021 : Feel Good : Kevin (Tom Andrews) (saison 1) et l'humoriste (Tony Law (en)) (saison 2, épisode 1)
- 2020-2022 : La Unidad : Jaime (Jaime Nava de Olano (es)) (10 épisodes)
- 2021 : Lucifer : Kristoph (Andrey Ivchenko) (saison 5, épisode 11)
- 2021 : Sky Rojo : le réceptionniste de l'hôtel [Qui ?] (2 épisodes)
- 2021 : La Roue du temps : Thom Merrilin (Alexandre Willaume (da)) (saison 1, épisodes 3 et 4)
- 2021 : Katla : Darri en 2021 (Björn Thors)
- 2021 : Swagger (en) : le coach Bobby (Marc Blucas) (saison 1)
- 2021-2022 : Big Sky : T-Lock (Arturo Del Puerto (en)) (9 épisodes)
- depuis 2021 : Annika (en) : Dr Jake Strathearn (Paul McGann)
- 2022 : Les Monstres de Cracovie : ? (?)
- 2022 : Les Héritiers de la terre : Mateo (Manel Sans)
- 2022 : Vers les étoiles : Cornelius (Piotr Adamczyk)
- 2022 : Poupée russe : Chezare « Chez » Carrera (Sharlto Copley) (saison 2)
- 2022 : Black Bird : ? (?) (mini-série)
- 2022 : Les Enquêtes de Vera : Warren Dyden (Andrew Whipp (en)) (saison 11, épisode 6)
- 2022 : Respirer : Tomás Rivera (Juan Pablo Espinosa (es)) (mini-série)
- 2022 : Sous la braise : Hugo González Cortez / Noé Serrano Diccarey (Plutarco Haza) (24 épisodes)
- 2022 : Une affaire privée : Arturo (Pablo Molinero)
- 2022 : Andor : Kino Loy (Andy Serkis) (saison 1)
- 2022 : The Offer : Marlon Brando (Justin Chambers) (mini-série)
- 2022 : The Thing About Pam : l'inspecteur Ryan McCarrick (Mac Brandt (en)) (mini-série)
- 2022 : Justice Served : Allan Harvey (Morné Visser)
- 2022 : La nuit sera longue : Cherokee (Daniel Albaladejo (es))
- 2022 : The Patient : Paul (Lance Guest) (mini-série)
- 2022 : Trom : Les falaises, le vent et la mort : Hannis Martinsson (Ulrich Thomsen)
- 2022 : Pachinko : Kim Hoonie (Lee Dae-ho) (saison 1, épisode 1)
- 2022 : New York, unité spéciale : Robert Paul Byers (Michael Laurence) (saison 23, épisode 10)
- 2022-2023 : Willow : Thraxus Boorman (Amer Chadha-Patel) (8 épisodes)
- 2022-2023 : George and Tammy : George Jones (Michael Shannon) (mini-série)
- depuis 2022 : Le Seigneur des anneaux : Les Anneaux de pouvoir : Adar (Joseph Mawle)
- depuis 2022 : The Tourist : Kostas Panigris (Alex Dimitriades) (doublage France TV)
- 2023 : Secret Invasion : l'agent Prescott (Richard Dormer) (mini-série)
- 2023 : Twisted Metal : le pasteur (Jason Mantzoukas) (saison 1, épisode 8)
- 2023 : Ma vie avec les Walter Boys : George Walter (Marc Blucas)
- 2023 : Fellow Travelers : le sénateur Joseph McCarthy (Chris Bauer) (mini-série)
- 2023-2024 : Fargo : Ole Munch (Sam Spruell) (saison 5)
- depuis 2023 : The Last of Us : Joel Miller (Pedro Pascal)
- 2024 : Echo : Zane (Andrew Howard) (mini-série)
- 2024 : Les Expatriées : David Starr (Jack Huston) (mini-série)
- 2024 : The Gentlemen : JP (Laurence O'Fuarain (en))
- 2024 : Ronja, fille de brigand (sv) : Mattis (Christopher Wagelin (sv))
- 2024 : Dead Boy Detectives : Seth von Hoverkraft (John Brotherton)
- 2024 : Dans cette vie ou une autre (es) : José Luis (José Luis Torrijo (es)) (mini-série)
- 2024 : L'Affaire Asunta : l'avocat Rodrigo Serrano (Raúl Arévalo) (mini-série)
- 2024 : Dark Matter : Jason Dessen (Joel Edgerton)
- 2024 : Mary and George : Sir Walter Raleigh (Joseph Mawle) (mini-série)
- 2024 : Le Casse du ciel (sv) : Rami (Mahmut Suvakci (sv)) (mini-série)
- 2024 : Asaf (tr) : Cüneyt (Ahmet Rıfat Şungar (tr))
- 2024 : Skeleton Crew : Brutus (Fred Tatasciore) (voix)
- 2024 : Invisible (es) : Bacterio (Manuel Sánchez Ramos) (mini-série)
- 2025 : Meurtres à Åre (sv) : Harald Halvorsen (Henrik Norlén)
- 2025 : Reacher : Costopoulos (Michael Rhoades) (saison 3, épisode 7)
- 2025 : The Studio : Peter « Pete » Berg (Peter Berg) (saison 1, épisode 1)
- 2025 : The Waterfront : Wes Larsen (Dave Annable)
- 2025 : Washington Black (en) : le capitaine Alvarez (Kamar de los Reyes (en)) (mini-série)

#### Séries d'animation
- 2000 : Spy Groove (en) : Julio Blanco
- 2001-2003 : La Légende de Tarzan : Tantor
- 2001-2006 : La Ligue des justiciers : J'onn J'onzz / Martian Manhunter
- 2002-2006 : Quoi d'neuf Scooby-Doo ? : personnages secondaires
- 2003-2004 : Static Choc : J'onn J'onzz / Martian Manhunter
- 2003-2006 : Xiaolin Showdown : Chase Young
- 2005-2007 : Juniper Lee : Michael Lee, Cletus et voix additionnelles
- 2006 : La Légende des super-héros : Superman du 41e siecle / Kell-El
- 2006-2008 : Sammy et Scooby en folie : Agent 2
- 2006-2016 : Grabouillon et Les Grandes Vacances de Grabouillon : Kivala
- 2007 : Skyland : Christophe (épisode 17)
- 2008 : Spectacular Spider-Man : L. Thompson Lincoln / Tombstone
- 2008-2015 : Les Pingouins de Madagascar : le roi Julian
- 2009-2011 : Super Hero Squad : Ka-Zar et Colossus
- 2010 : Star Wars: The Clone Wars : Quinlan Vos (saison 3, épisode 9)
- 2011 : Le Petit Prince : Bamako (épisode Planète des Amicopes)
- 2012-2014 : La Légende de Korra : Lieutenant d'Amon, Tonraq (le père de Korra), l'aboyeur, Gommu le vagabond (voix de remplacement)
- 2013 : Rekkit : voix additionnelles (saison 3)
- 2013-2014 : Les Chroniques de Xiaolin : Chase Young
- 2014 : L'Effet Papayon (web-série) : Manguedebol
- 2014-2015 : Lassie : Biff
- 2014-2017 : Roi Julian ! L'Élu des lémurs : le roi Julian
- depuis 2014 : Bob l'éponge : Patrick Étoile de mer (2e voix, depuis la saison 9)
- 2015-2018 : Les Aventures du Chat potté : le Chat potté
- 2015-2018 : Dragon Ball Super : Jiren
- 2016 : Pokémon Générations : Arthur
- 2016 : Sailor Moon Crystal : Pharaoh 90 (saison 3)
- 2016-2018 : Skylanders Academy : Bad Breath
- 2017-2024 : Wakfu : Bump
- 2019 : Abraca : Coqueluche
- depuis 2019[n 10] : Vinland Saga : Asgeir
- depuis 2019 : Anatole Latuile : voix additionnelles
- 2020-2021 : Transformers : La trilogie de la Guerre pour Cybertron : Starscream et Ratchet
- 2021 : Yasuke : Oda Nobunaga
- 2021 : Resident Evil: Infinite Darkness : Jason
- 2021 : Star Wars: The Bad Batch : Gobi Glie (saison 1, épisodes 11 et 12)
- 2021 : Monstres et Cie : Au travail : Georges et Bernard Tuskmon
- 2021 : Looney Tunes Cartoons : le fantôme (saison 1, épisode 19)
- 2021 : What If...? : Taneleer Tivan / The Collector[n 11] (saison 1, épisode 2)
- 2021 : Star Wars: Visions : le ronin (saison 1, épisode 1), Roden (saison 1, épisode 5)
- 2021 : Tom et Jerry à New York : M. Piper (épisode 3)
- 2021-2024 : Arcane : Vander
- 2021 : Tara Duncan : la porte vivante et voix additionnelles
- 2021 : Fairfax (en) : voix additionnelles
- 2021 : Tom et Jerry à New York : voix diverses
- 2021-2022 : JoJo's Bizarre Adventure : Stone Ocean : Enrico Pucci
- depuis 2021 : Kamp Koral : Bob la petite éponge : Patrick Étoile de mer
- depuis 2021 : Patrick Super Star : Patrick Étoile de mer
- 2022 : Le Cuphead Show ! : Ribby et Sal Spudder
- 2022 : Trivia Quest : Rocky
- 2022 : Cyberpunk: Edgerunners : Jimmy Kurosaki
- 2022 : Little Demon (en) : Satan
- 2022 : Héros à Moitié : voix additionnelles
- depuis 2022 : Demon Slayer: Kimetsu no Yaiba : Yoriichi Tsugikuni
- depuis 2022 : Chainsaw Man : Kishibe
- 2023 : Make My Day (en) : Walter Hyams
- 2023 : Karaté Mouton : Wolf (onomatopées)
- 2023 : Le Prince des dragons : Finnegrin
- 2023 : Kitti Katz : Teddy
- 2023 : Captain Laserhawk: A Blood Dragon Remix : Tigre et Blake
- 2023 : Pluto : Brando
- 2023 : Blue Eye Samurai : Abijah Fowler[n 12]
- 2023-2024 : Oshi no ko : Taishi Gotanda
- 2024 : Gloutons et Dragons : Freinag
- 2024 : Futurama : Doblando
- 2024 : Twilight of the Gods : Thor[n 13]
- 2024-2025 : Dandadan : Serpoian A et Juichi Kitō (version Netflix)
- 2025 : Tales of the Underworld : Quinlan Vos et Lazlo

### Jeux vidéo
- 2004 : Scooby-Doo! Le Livre des ténèbres : Johnny Channayaptra, Billy Bob, voix additionnelles
- 2007 : Mass Effect : commandant Shepard, les Hanaris
- 2007 : Call of Duty 4: Modern Warfare : voix additionnelles
- 2008 : Dead Space : voix additionnelles
- 2008 : Resistance 2 : plusieurs soldats
- 2008 : Battlefield: Bad Company : Hagard
- 2009 : Tropico 3 : El Presidente (homme)
- 2009 : Risen : Le héros du jeu
- 2009 : Call of Juarez: Bound in Blood : Thomas McCall
- 2009 : Dragon Age: Origins : Elric Maraigne (Retour à Ostagar)
- 2009 : The Saboteur : Sean Devlin
- 2009 : Halo 3: ODST : Stephen
- 2010 : Mass Effect 2 : commandant Shepard
- 2010 : Dante's Inferno : Dante
- 2010 : Splinter Cell: Conviction : Kestrel
- 2010 : Battlefield: Bad Company 2 : Hagard
- 2010 : Tom Clancy's HAWX 2 : David Crenshaw
- 2011 : Tropico 4 : El Presidente (homme)
- 2011 : Battlefield 3 : Solomon
- 2011 : Resistance 3 : voix additionnelles
- 2012 : Mass Effect 3 : commandant Shepard
- 2012 : Resident Evil : Revelations : Chris Redfield
- 2012 : Darksiders II : Death
- 2012 : Resident Evil 6 : Chris Redfield
- 2012 : Madagascar 3 : Bons baisers d'Europe : King Julian
- 2013 : Injustice : Les dieux sont parmi nous : Martian Manhunter
- 2013 : Crysis 3 : voix additionnelles
- 2014 : Watch Dogs + (DLC : Bad Blood) : voix additionnelles
- 2014 : Disney Infinity 2.0 : Loki
- 2014 : La Terre du Milieu : L'Ombre du Mordor : la Main Noire de Sauron
- 2015 : Assassin's Creed Syndicate : Jack l'Eventreur : Jack l'Éventreur
- 2015 : Evolve : Abe
- 2016 : Overwatch : Cassidy[10]
- 2016 : Steep : l'accompagnateur
- 2016 : Skylanders: Imaginators : Softpaw
- 2017 : Tom Clancy's Ghost Recon Wildlands : Nomad
- 2017 : Resident Evil 7: Biohazard : Chris Redfield
- 2017 : Assassin's Creed Origins : Kosey
- 2018 : God of War : Modi
- 2018 : Detroit: Become Human : Gavin Reed / Elijah Kamski
- 2018 : Just Cause 4 : Rico Rodriguez
- 2019 : Tom Clancy's Ghost Recon Breakpoint : Nomad
- 2019 : Call of Duty: Modern Warfare : le général Roman Barkov
- 2020 : Bob l'éponge : Bataille pour Bikini Bottom - Réhydraté : Patrick Étoile de mer
- 2020 : Watch Dogs: Legion : voix additionnelles
- 2021 : Resident Evil Village : Chris Redfield
- 2022 : Overwatch 2 : Cassidy
- 2023 : Bob l'éponge : The Cosmic Shake : Patrick Étoile de mer
- 2023 : Alan Wake 2 : Alex Casey
- 2023 : God of War Ragnarök: Valhalla : Modi

### Internet
- 2021 : Le Métalleux Geek - Le Croisement des Mondes : Commandant Shepard

## Voix off

### Fictions audio
- 2020 : Brooklyn 62nd, BLYND : Sergent Reyes, le bras droit du Lieutenant Kotchenko

### Publicités télévision et radio
- Cetelem
- Nerf
- Oasis
- Ben & Jerry’s
- Cartoon Network (2006-2010)
- Santé Publique France (Ravage de l'alcool, 2020 à 2022)
- Nestlé
- Voix off de Forum (radio)
- Voix off de Toonami (2018-2023)
- Renault (2024)
- Volkswagen (2025) : Nouvelle Volkswagen Transporter (voix de Jason Statham)

### Documentaire
- 2022 : Jennifer Lopez: Halftime : lui-même (Ben Affleck)

### Spectacles
- Le Secret de la Lance (Puy du Fou)